# Pasówki
Pasówki (Passerellidae) – rodzina ptaków z podrzędu śpiewających (Oscines) w obrębie rzędu wróblowych (Passeriformes).

## Występowanie
Rodzina obejmuje gatunki występujące w Ameryce.

## Systematyka
Do niedawna taksony te zaliczane były do trznadli (Emberizidae), lecz badania przeprowadzone w 2013 roku sugerują dla pasówek rangę rodziny. Do rodziny Passerellidae należą następujące rodzaje:

- Spizella Bonaparte, 1832
- Amphispiza Coues, 1874 – jedynym przedstawicielem jest Amphispiza bilineata (Cassin, 1850) – wąsatek czarnogardły
- Amphispizopsis Wolters, 1980 – jedynym przedstawicielem jest Amphispizopsis quinquestriata (P.L. Sclater & Salvin, 1868) – wąsatek białobrody
- Chondestes Swainson, 1827 – jedynym przedstawicielem jest Chondestes grammacus (Say, 1822) – trawiarczyk
- Calamospiza Bonaparte, 1838 – jedynym przedstawicielem jest Calamospiza melanocorys Stejneger, 1885 – bizończyk
- Oreothraupis P.L. Sclater, 1856 – jedynym przedstawicielem jest Oreothraupis arremonops (P.L. Sclater, 1855) – oranżyk
- Chlorospingus Cabanis, 1851
- Rhynchospiza Ridgway, 1898
- Arremonops Ridgway, 1896
- Peucaea Audubon, 1839
- Ammodramus Swainson, 1827
- Arremon Vieillot, 1816
- Junco Wagler, 1831
- Zonotrichia Swainson, 1832
- Passerella Swainson, 1837 – jedynym przedstawicielem jest Passerella iliaca (Merrem, 1786) – pasówka rudosterna
- Spizelloides Klicka & Slager, 2014 – jedynym przedstawicielem jest Spizelloides arborea (A. Wilson, 1810) – pasówka rdzawołbista
- Torreornis Barbour & J.L. Peters, 1927 – jedynym przedstawicielem jest Torreornis inexpectata Barbour & J.L. Peters, 1927 – zapatak
- Pezopetes Cabanis, 1861 – jedynym przedstawicielem jest Pezopetes capitalis Cabanis, 1861 – wielkonóg
- Pipilo Vieillot, 1816
- Atlapetes Wagler, 1831
- Kieneria Bonaparte, 1855
- Melozone Reichenbach, 1850
- Aimophila Swainson, 1837
- Artemisiospiza Klicka & Banks, 2011
- Pooecetes S.F. Baird, 1858 – jedynym przedstawicielem jest Pooecetes gramineus (J.F. Gmelin, 1789) – nieszporek
- Oriturus Bonaparte, 1850 – jedynym przedstawicielem jest Oriturus superciliosus (Swainson, 1838) – meksykanek
- Ammospiza Oberholser, 1905
- Passerculus Bonaparte, 1838 – jedynym przedstawicielem jest Passerculus sandwichensis (J.F. Gmelin, 1789) – bagiennik żółtobrewy
- Centronyx S.F. Baird, 1858
- Xenospiza Bangs, 1931 – jedynym przedstawicielem jest Xenospiza baileyi Bangs, 1931 – bagiennik plamisty
- Melospiza S.F. Baird, 1858